# Comunità ebraica di Ancona
La comunità ebraica di Ancona è una delle più antiche e significative comunità ebraiche d'Italia.

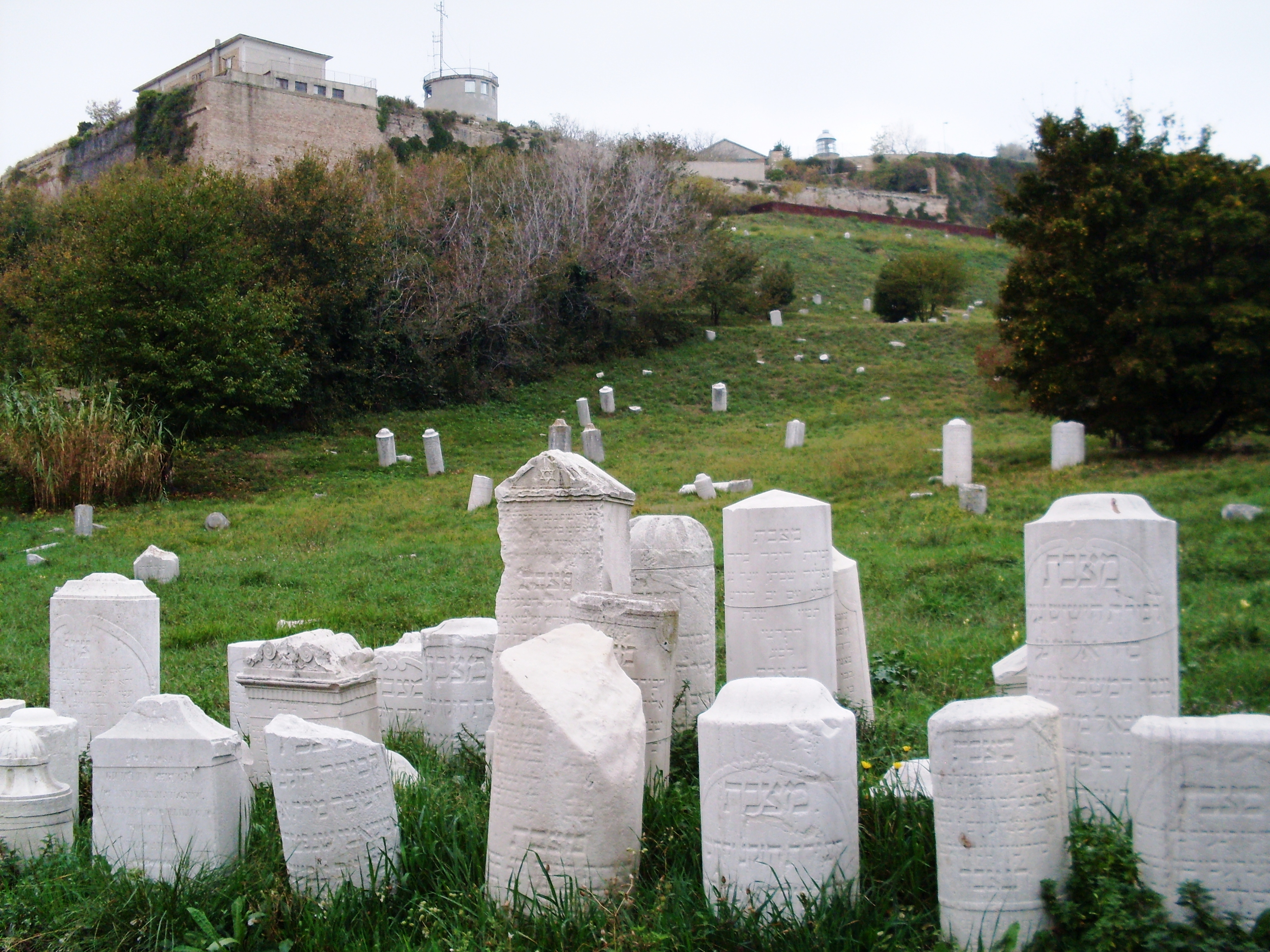
Antico cimitero ebraico di Ancona, detto campo degli ebrei

La presenza di ebrei è ricordata già prima del Mille. Nei secoli seguenti essa si andò espandendo per l'importanza del porto e dei rapporti commerciali con il Levante. L'assoggettamento dal 1532 allo Stato della Chiesa portò all'istituzione del ghetto nel 1555 e ad episodi di intolleranza che culminarono l'anno successivo nella condanna al rogo di 25 marrani nell'odierna piazza Enrico Malatesta. L'evento provocò vaste proteste internazionali e un boicottaggio commerciale di due anni del porto di Ancona. La comunità rimase tuttavia numerosa e prospera nel Seicento e nel Settecento.
L'arrivo delle truppe francesi nel 1796 fu salutato con entusiasmo dagli ebrei anconetani e tre di essi, Sanson Constantini, David e Ezechiele Morpurgo, furono eletti nel nuovo consiglio comunale. La restaurazione riportò il ghetto e un'ondata di repressione religiosa che terminò solo nel 1831. Trent'anni più tardi Ancona sarà annessa al nuovo Stato italiano e le discriminazioni cessarono.
Nella metà dell'Ottocento l'antica area del ghetto fu soggetta ad ampi lavori di rinnovamento che ne alterarono la struttura, ad eccezione dell'area di via Astagno e via del Bagno. Proprio in via Astagno si trovano le due sinagoghe, che rappresentano i più importanti monumenti della presenza ebraica ad Ancona. Nel Parco del Cardeto, a picco sul mare, si estende l'antico cimitero, detto "Campo degli Ebrei", che fu in uso dal 1428 al 1860. Agli inizi del Novecento la comunità di Ancona contava 1.800 persone, oggi ridotte a 400. Hanno pesato l'emigrazione e le persecuzioni razziali dell'Olocausto.
Ha avuto come rabbino capo alcuni dei più influenti rabbini italiani come Elio Toaff e recentemente, Giuseppe Laras.